# Ad Infinitum (videogioco 1984)
Ad Infinitum è un videogioco sparatutto a scorrimento verticale spaziale pubblicato nel 1984 per Commodore 64 dalla Mr. Chip Software, in seguito divenuta Magnetic Fields.
Nel 1986 Americana Software, un'etichetta della Mastertronic, lo ripubblicò con il titolo cambiato in Dizasterblaster. Questa versione ha la stessa copertina di Dizasterblaster per Commodore 16, che però è un gioco differente e non una conversione di quello per Commodore 64.
Nella raccolta Triple Decker 7 dell'Alternative Software per Commodore 64 (1988) è chiamato anche Blaster.
Ad Infinitum è stato anche il titolo provvisorio di WAR per Commodore 64, ma i due giochi non sono correlati.

## Modalità di gioco
Ad Infinitum è uno sparatutto bidimensionale con vista dall'alto e scorrimento verticale verso l'alto. Lo sfondo è costituito dallo spazio stellato e lo scorrimento è reso soltanto dal discendere delle stelle.
Il giocatore può muovere una navicella a destra e sinistra e, limitatamente alla parte inferiore dell'area di gioco, anche in alto e in basso. Può sparare verso l'alto, anche a ripetizione, ma il laser si surriscalda con l'uso e si raffredda con il riposo; se l'indicatore a barra del surriscaldamento raggiunge il massimo, la navicella si autodistrugge.
Un altro indicatore a barra è quello del carburante, che si consuma col passare del tempo e anch'esso causa la distruzione se si esaurisce; tuttavia abbattere i nemici dà più punti quando il livello del carburante è basso.
Ondate di navicelle aliene ostili arrivano con diverse formazioni e traiettorie. Spesso anche i nemici sparano, in verticale verso il basso. Quando si viene urtati o colpiti si perde una delle sei vite.
Per superare ciascun livello, di solito bisogna distruggere tutti nemici; quelli che escono dal fondo dello schermo continuano a rientrare in alto. In alcuni livelli veloci però è sufficiente sopravvivere finché tutti i nemici passano.
Ci sono in tutto 256 livelli, ciascuno con un diverso tipo di nemico. Curiosamente il numero di livello è rappresentato in esadecimale (da 00 a FF).
L'ampia varietà dei nemici era notevole all'epoca, ma in realtà è principalmente estetica, mentre i loro schemi di attacco sono ripetitivi e ce ne sono circa sei in tutto.
Occasionalmente si incontrano piogge di meteore indistruttibili, da schivare. Tra queste arrivano anche alcune palle di fuoco bonus che, se prese al volo, ricaricano il carburante.
Altre fasi speciali consistono nell'attracco a un'astronave madre, un semplice movimento di precisione, anch'esso con l'effetto di ricaricare il carburante.
Al termine delle vite viene data illimitatamente l'opzione di continuare dal punto in cui si era arrivati con una nuova serie di vite. In pratica è come giocare con vite infinite, una possibilità che appariva utile, dato l'alto numero di livelli.

## Colonna sonora
Nella schermata dei titoli viene riprodotta, senza averne licenza, una semplice versione del tema di Guerre stellari.

## Accoglienza
Ad Infinitum era visto come una delle tante varianti di Space Invaders o più precisamente di Galaxian. Sulla stampa di settore britannica ottenne giudizi complessivi variabili, da quello molto negativo della rivista Personal Computer Games al mediocre di TV Gamer, medio di Big K e abbastanza buono (4/5) di Home Computing Weekly.